# Espin (Protein)
Espin ist ein Protein, das Aktinfilamente zu Bündeln organisiert. Es spielt eine große Rolle bei der Organisation, Dynamik und Regulation von Mikrovillus-ähnlichen Spezialisierungen der Zellmembran, die sensorische Signaltransduktion in verschiedenen mechano- und chemosensorischen Zellen vermitteln. Espin wird vom Gen ESPN kodiert. Mutationen in diesem Gen können zu autosomal-rezessiver neurosensorischer Taubheit und autosomal-dominanter sensorineuraler Taubheit ohne Beeinträchtigung des Gleichgewichtssinns führen
Subzellulär ist Espin entsprechend seiner Funktion am Zytoskelett, an  Stereozilien und am Mikrovillus zu finden. Es bindet über seine WH2-Domäne an F-Aktin und formiert es zu Calciumionen-resistenten Bündeln und interagiert durch seinen N-Terminus mit der SH3-Domäne von BAIAP2 und außerdem mit PFN2. Darüber hinaus verfügt es über es über 9 ANK-Motive.